# Лландафский собор
Лландафский собор (англ. Llandaff Cathedral, валл. Eglwys Gadeiriol Llandaf) — кафедральный собор Церкви Уэльса диоцеза Лландафа. Находится в Лландафе, Кардифф, Уэльс. Посвящён святым Петру и Павлу, а также трём валлийским святым: Дифригу, Тейло и Удоцею. Собор возведён в XII веке, заменив более раннюю церквь. Включён в список культурного наследия I* степени.
Один из двух соборов в Кардиффе, второй — католический собор Святого Давида.

## История

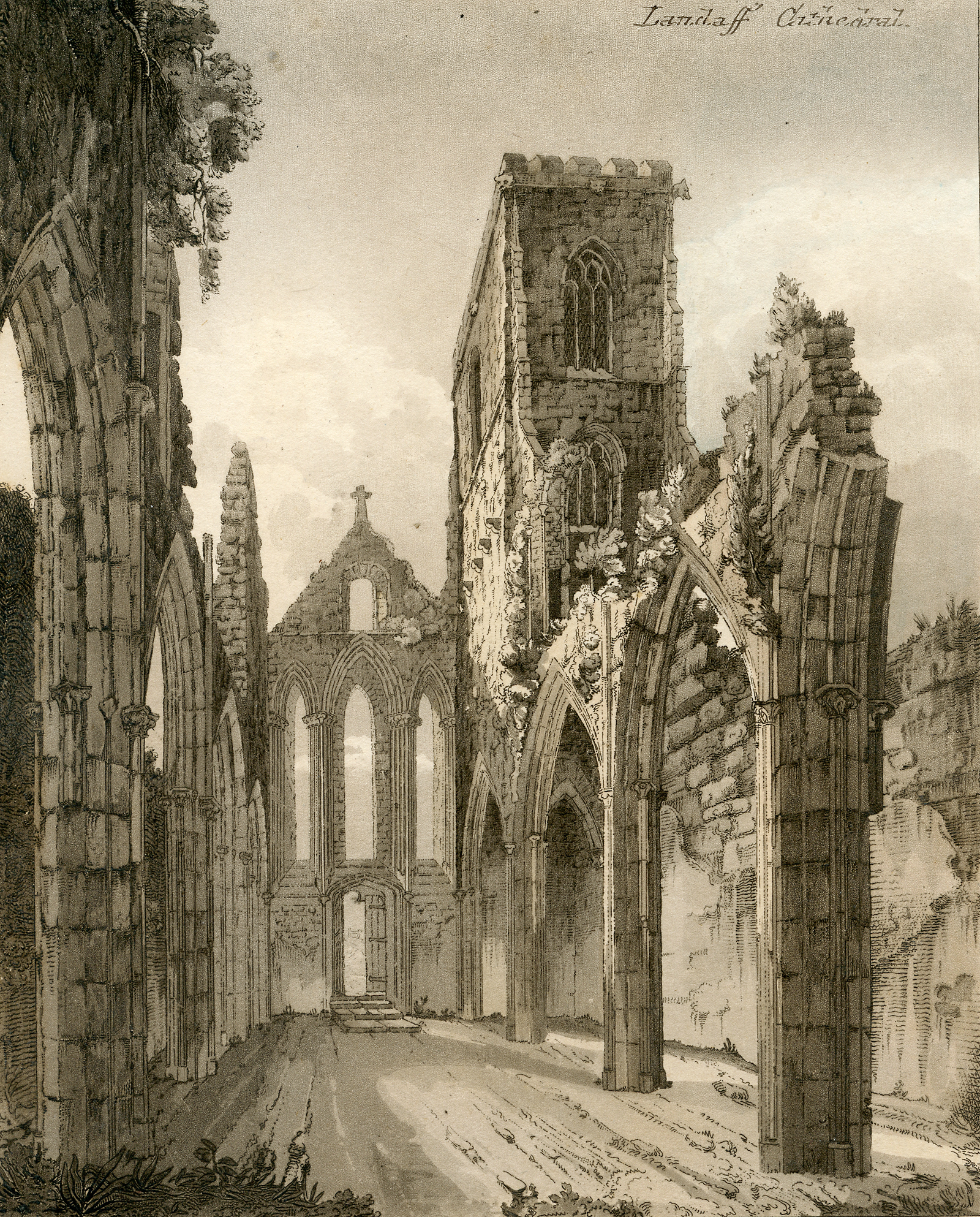
Неф руинированного собора (акватинта, не позднее 1734 г.)

Лландафский собор построен на месте более ранней церкви. Согласно традиции, христианская община была основана святым Дифригом у брода на реке Тафф, а первую церковь на этом месте построил его преемник, святой Тейло. Они являются святыми покровителями собора вместе с третьим епископом Лландафа Удоцеем. О существовании донорманнской церкви свидетельствует частично сохранившийся кельтский крест.

### Средневековье
Норманны заняли Гламорган в начале завоевания, в 1107 году назначив Урбана своим первым епископом. В 1120 году он начал строительство собора, и перенёс с острова Бардси останки святого Дифрига; работы продолжались до 1290 года. Западный фасад, датируемый 1220 годом, содержит статую святого Тейло. Часовня Богоматери была построена Уильямом де Браозом, епископом в 1266—1287 годах.

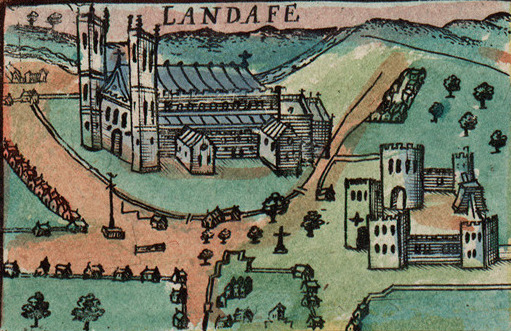
Изображение собора на карте Спида (1610 г.)

Во время восстания Оуайна Глиндура в 1400 году церкви был нанесён значительный ущерб. Также его войска также разрушили Епископский дворец в Лландафе. Бо́льшая часть повреждений была устранена во время епископства Джона Маршалла в конце XV века, чьё ретабло частично дошло до наших дней. Северо-западная башня без шпиля была добавлена Джаспером Тюдором и теперь называется в его честь. Он стал лордом в Кардиффе после вступления на престол своего племянника, короля Генриха VII.

### XVIII и XIX века
Во время гражданской войны в Англии собор был захвачен войсками Парламента. Юго-западная башня сильно пострадала во время Великого шторма 1703 года и к 1720 году почти обрушилась. В 1734 году начались работы над новым собором, спроектированным Джоном Вудом Старшим и получившим прозвище «Итальянский храм». В нём проводили богослужения около ста лет, однако здание так и не было завершено. Он него осталось лишь несколько камней.
В XIX веке, когда епископ Лландафа впервые за несколько веков поселился в Лландафе, собор был полностью отреставрирован. Башня была перестроена и к ней добавили шпиль. Большая часть реставрационных работ была выполнена местным архитектором Джоном Причардом в 1843—1869 годах. Триптих Данте Габриэля Россетти был разделён и переделан в ретабло, а сэр Эдвард Бёрн-Джонс и Форд Мэдокс Браун разработали новые витражи. Должность декана была отделена от должности архидиакона Лландафа в ноябре 1843 года. Соборная школа, существовавшая с елизаветинской эпохи примерно до 1700 года, была восстановлена деканом Воном в 1880 году.

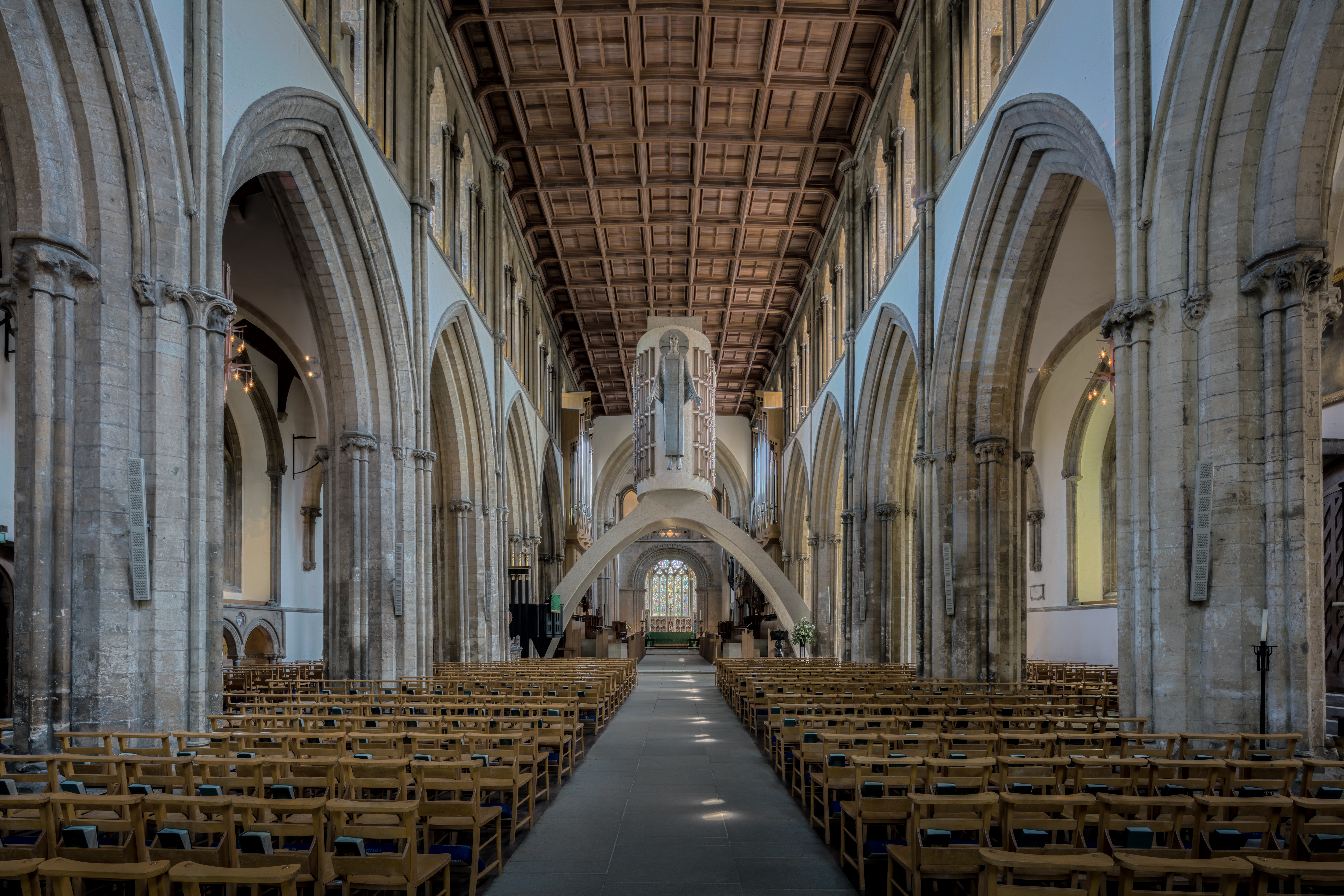
Неф. Над аркой можно увидеть статую Иисуса Христа авторства Эпстайна.

### XX век и настоящее время
Во время Второй мировой войны, вечером 2 января 1941 года, собор был серьёзно повреждён во время бомбардировки Кардиффа; мина взорвала крышу нефа, южного предела и здания капитула. Был повреждён орган, а верхушка шпиля также потребовала реконструкции. Из британских соборов только собор Ковентри пострадал больше во время печально известных бомбардировок.
Основные реставрационные работы проводились под руководством архитектора Джорджа Пейса из Йорка, и в июне 1958 года собор вновь был открыт для прихожан. 6 августа 1960 года королева Елизавета II посетила мессу в честь завершения реставрации. Была возведена мемориальная часовня Уэлчского полка, и сэр Джейкоб Эпстайн создал фигуру Иисуса Христа, которую разместили над нефом на бетонной арке, спроектированной Пейсом.
В феврале 2007 года в собор ударила молния, в результате чего сильно пострадало электрооборудование органа, который и без того находился в плохом состоянии. Это происшествие сподвигло епископа обратиться 13 июля того же года (в 50-летнюю годовщину освящения нефа после повреждений во время войны) с призывом собрать 1,5 миллиона фунтов стерлингов на новый орган.

## Захоронения

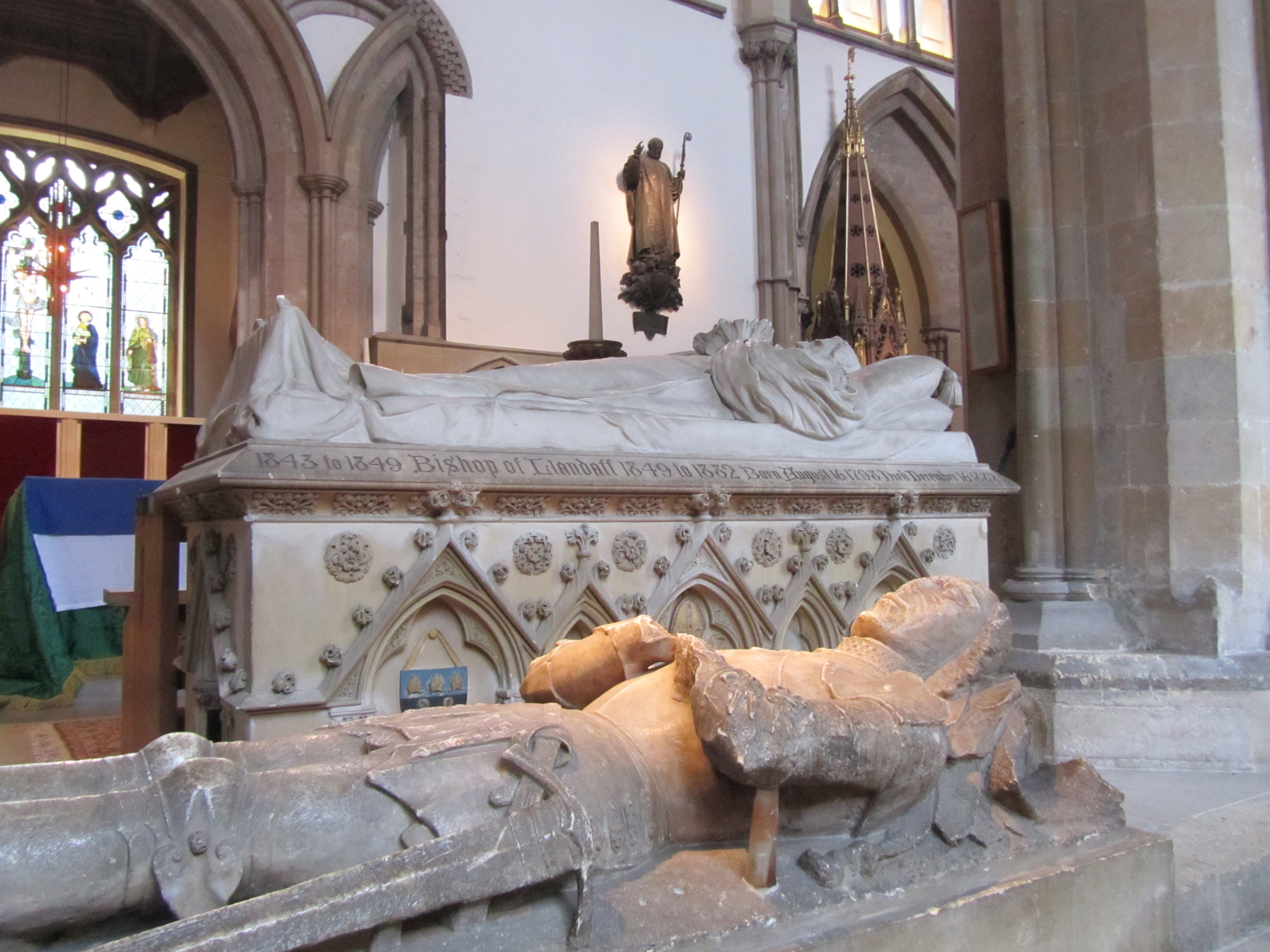
Гробницы в Лландафском соборе

Кроме некоторых епископов епархии, в Лландафском соборе похоронены:
- Дивриг (Дубриций), святой VI века, проповедовавший в Эргинге и на большей части Юго-Восточного Уэльса; мощи перенесены в Лландафский собор в 1120 году.
- Мейриг ап Теудриг, король Гвента; был женат на Онбрауст, дочери Гурганта ап Кинвина, двоюродного брата Дифрига.
- Тейло, святой VI века и основатель церквей.
- Удоцей (Эуддогви), святой VII века и третий епископ Лландафа; предположительно был похоронен в церкви в Лландафе на том месте, где сейчас стоит собор.